# Scrobigera clymene
Scrobigera clymene är en fjärilsart som beskrevs av Jean Baptiste Boisduval 1874. Scrobigera clymene ingår i släktet Scrobigera och familjen nattflyn. Inga underarter finns listade.